# Panteleimon (Šatov)
Panteleimon (světským jménem: Arkadij Viktorovič Šatov; * 18. září 1950, Moskva) je ruský duchovní Ruské pravoslavné církve, biskup verejský a vikář patriarchy moskevského a celé Rusi.

## Život
Narodil se 18. září 1950 v Moskvě.
V letech 1968–1970 sloužil v řadách Sovětské armády.
Roku 1971 se oženil.
Roku 1977 nastoupil na Moskevský duchovní seminář.
Dne 26. srpna 1978 byl arcibiskupem Volodymyrem (Sabodanem) rukopoložen na diákona. Přešel na dálkové studium semináře. Začal sloužit v Moskvě a poté ve vesnici Nikolsko-Archangelskij.
Dne 15. dubna 1979 jej metropolita krutický a kolomenský Juvenalij (Pojarkov) rukopoložil na jereje. Stal se představeným chrámu Svaté Trojice ve vesnici Goločjolovo.
Roku 1984 přešel do Tichvinského chrámu v Stupinu a roku 1987 do Smolenského chrámu vesnice Grebněvo.
V listopadu 1990 byl ustanoven představeným svatého careviče Dimitria při Gradské nemocnici.
Roku 1992 se stal duchovním Svato-Dimitrijevského učiliště sester milosrdenství.
Roku 2002 byl jmenován předsedou Komise pro církevní sociální aktivity při moskevské eparchii a roku 2005 zástupcem předsedy Správní rady nemocnice svatého Alexija Moskevského.
Dne 31. března 2009 byl zařazen do Církevní a veřejné rady pro ochranu před hrozbou alkoholu.
Dne 5. března 2010 byl ustanoven předsedou Synodního odboru pro církevní charitu a sociální službu.
Dne 31. května 2010 jej Svatý synod zvolil biskupem orechovo-zujevským a vikářem moskevské eparchie.
Dne 17. července 2010 byl postřižen na monacha a přijal mnišské jméno Panteleimon na počest svatého velikomučedníka Pantelejmona. O den později byl povýšen na archimandritu.
Dne 20. srpna 2010 byl oficiálně jmenován biskupem a o den později proběhla v chrámu Proměnění Páně Soloveckého monastýru jeho biskupská chirotonie. Světiteli byli patriarcha moskevský Kirill, metropolita kišinevský a celého Moldavska Vladimir (Cantarean), metropolita saranský a mordovský Varsonofij (Sudakov), metropolita volokolamský Ilarion (Alfejev), arcibiskup rostovský a novočerkasský Panteleimon (Dolganov), arcibiskup sergijevoposadský Feognost (Guzikov), biskup tiraspolský a dubossarský Sava (Volkov), biskup archangelský a cholmogorský Tichon (Stěpanov), biskup cahulský a comratský Anatolie (Botnari), biskup hîncuský Petru (Musteață), biskup solněčnogorský Sergij (Čašin), biskup bălţijský a făleştijský Marchel (Mihăescu) a biskup podolský Tichon (Zajcev).
Od prosince 2010 do roku 2011 spravoval chrámy na území Severovýchodního okruhu Moskvy.
Od 22. března 2011 je členem Vyšší církevní rady.
Dne 22. března 2011 byl ustanoven biskupem smolenským a vjazemským.
Dne 28. prosince 2011 byl zařazen do Patriarchální rady pro rodinné otázky a ochranu mateřství.
Dne 12. března 2013 byl jmenován biskupem orechovo-zujevským a vikářem moskevské eparchie.
Dne 16. března 2013 byl pověřen správou Východního vikariátu Moskvy.
Dne 2. dubna 2018 byl jmenován předsedou Komise pro nemocniční službu při moskevské eparchii.
Dne 11. května 2020 jej patriarcha Kirill jmenoval čestným představeným chrámu Tichvinského ikony Matky Boží a chrámu svatého Alexija Moskevského při Centrální klinické nemocnici svatého Alexija.
Dne 13. dubna 2021 mu byl změněn titul na biskup verejský.
Dne 27. listopadu 2021 se stal dočasným správcem Jihozápadního vikariátu Moskvy.
Dne 24. srpna 2023 začal vést Patriarchální humanitární misií.
Má čtyři dcery a dvacet vnoučat.